# Luke Kirby
Luke Farrell Kirby (Hamilton, 29 giugno 1978) è un attore canadese.

## Biografia
La madre è di Brooklyn, New York e il padre è cresciuto nella costa orientale. I suoi genitori si trasferirono da New York in Canada nel 1974. Kirby ha studiato arti drammatiche al «National Theatre School of Canada».
È stato nominato agli Emmy come Miglior attore ospite in una serie Comedy nel 2019, vincendo, e nel 2020, grazie alla sua interpretazione di Lenny Bruce nella serie pluripremiata di Amazon Prime La fantastica signora Maisel.

## Filmografia

### Cinema
- Haven - Il rifugio (Haven), regia di John Gray (2001)
- L'altra metà dell'amore (Lost and Delirious), regia di Léa Pool (2001)
- Halloween - La resurrezione (Halloween: Resurrection), regia di Rick Rosenthal (2002)
- Mambo italiano, regia di Émile Gaudreault (2003)
- L'inventore di favole (Shattered Glass), regia di Billy Ray (2003)
- Window Theory, regia di Andrew Putschoegl (2005)
- Il più bel gioco della mia vita (The Greatest Game Ever Played), regia di Bill Paxton (2005)
- The Stone Angel, regia di Kari Skogland (2007)
- Incinta o... quasi (Labor Pains), regia di Lara Shapiro (2009)
- Take This Waltz, regia di Sarah Polley (2011)
- Fury (The Samaritan), regia di David Weaver (2012)
- Touched with Fire, regia di Paul Dalio (2015)
- Qua la zampa! (A Dog's Purpose), regia di Lasse Hallström (2017)
- Little Woods, regia di Nia DaCosta (2018)
- Glass, regia di M. Night Shyamalan (2019)
- Il processo Percy (Percy), regia di Clark Johnson (2020)
- Ted Bundy - Confessioni di un serial killer, regia di Amber Sealey (2021)
- The Independent - Complotto per la Casa Bianca (The Independent), regia di Amy Rice (2022)
- Dark Harvest, regia di David Slade (2023)

### Televisione
- Slings and Arrows – serie TV, 7 episodi (2003-2005)
- Tell Me You Love Me - Il sesso. La vita (Tell Me You Love Me) – serie TV, 8 episodi (2007)
- Cra$h & Burn – serie TV, 13 episodi (2009-2010)
- Flashpoint - serie TV, 1 episodio (2009)
- Law & Order - I due volti della giustizia (Law & Order) - serie TV, 1 episodio (2009)
- Law & Order: Criminal Intent - serie TV, 1 episodio (2009)
- Law & Order - Unità vittime speciali (Law & Order: Special Victims Unit) - serie TV, 2 episodi (2012, 2018)
- Rectify – serie TV, 16 episodi (2013-2014)
- Person of Interest - serie TV, 1 episodio (2013)
- Blue Bloods - serie TV, 1 episodio (2013)
- Elementary − serie TV, 1 episodio (2012)
- The Astronaut Wives Club - serie TV, 6 episodi (2015)
- The Good Wife - serie TV, 1 episodio (2015)
- La fantastica signora Maisel (The Marvelous Mrs Maisel) - serie TV, 14 episodi (2017-2023)
- Bull - serie TV, episodio 1x22 (2017)
- The Good Fight - serie TV, episodio 1x09 (2017)
- The Deuce - La via del porno (The Deuce) – serie TV, 17 episodi (2018-2019)
- Blindspot - serie TV, episodi 3x13, 3x15 (2018)
- Tales of the City – miniserie TV, 2 episodi (2019)
- Little Voice – serie TV, 4 episodi (2020)
- Gossip Girl – serie TV, 11 episodi (2021-2022)
- Panhandle - serie TV, 8 episodi (2022)
- Dr. Death - serie TV, 8 episodi (2023)
- Étoile - serie TV, 8 episodi (2025)

## Doppiatori italiani
Nelle versioni in italiano delle opere in cui ha recitato, Luke Kirby è stato doppiato da:
- Francesco Pezzulli in La fantastica signora Maisel, Gossip Girl, Ted Bundy - Confessioni di un serial killer, Dark Harvest, The Independent - Complotto per la Casa Bianca, Étoile
- Andrea Mete in Tell me you love me - Il sesso. La vita
- Gabriele Sabatini in Elementary, Glass
- Massimo Bitossi in Haven - Il rifugio
- Marco Vivio in L'altra metà dell'amore
- Massimiliano Manfredi in Halloween - La resurrezione
- David Chevalier in Mambo italiano
- Riccardo Niseem Onorato in Il più bel gioco della mia vita
- Alessandro Quarta in Law & Order - I due volti della giustizia (ep. 19x22)
- Stefano Crescentini in Law & Order - Unità Vittime Speciali (ep. 14x07)
- Simone D'Andrea in Law & Order - Unità Vittime Speciali (ep. 20x08)
- Luca Ghignone in Law & Order - Criminal Intent
- Andrea Lavagnino in Fury
- Francesco Venditti in Rectify
- Edoardo Stoppacciaro in Person of Interest
- Stefano Brusa in The Good Wife
- Gianluca Solombrino in Bull
- Massimiliano Plinio in The Good Fight
- Alessio Cigliano in Blindspot
- Fabrizio Dolce in Little Voice